# 모리오리어
모리오리어(Moriori)는 뉴질랜드의 채텀 제도 원주민인 모리오리인의 언어였다. 지금은 사어가 되었다. 폴리네시아어군에 속하며 마오리어와 가장 가까운 관계였다.

## 역사
1835년 가을 타라나키 지방 출신의 마오리족 무리가 채텀 제도를 침략하였다. 마오리족은 총, 몽둥이, 도끼 등으로 모리오리인을 죽이고 생존자를 노예로 삼았다. 마오리족은 살아남은 모리오리인이 모리오리어로 말하지 못하게 하고 모리오리족끼리 결혼하거나 아이를 낳는 것을 금지했다. 따라서 모리오리족 고유의 문화와 언어는 사라져 갔다. 원래 채텀 섬에는 약 2000명의 모리오리인이 살았지만 1862년에는 단 101명밖에 남지 않았고, 1870년대에 모리오리어를 할 줄 아는 사람은 몇 명밖에 없었다. 1873년부터 1891년까지 채텀 제도의 치안판사였던 새뮤얼 데이튼은 모리오리어의 짧은 어휘 목록을 만들었다. 이 목록에는 대응하는 마오리어와 영어 단어가 나란히 적혀 있었다.
1898년 마지막 모리오리어 화자인 히라와누 타푸(Hirawanu Tapu)가 사망함으로써 모리오리어는 사멸했다.
2001년에 모리오리 사람들은 문화 부활 운동의 일환으로 모리오리어 재활 운동을 시작하여 어휘 목록을 편찬했다.

## 마오리어와의 비교
모리오리어 단어 ‘a’는 마오리어의 ‘e’에 대응하고, ‘ka’는 마오리어의 ‘ki’, ‘eriki’(추장)은 ‘ariki’, ‘wihine’(여자)는 ‘wahine’에 대응한다. 마오리어와 비교했을 때 자음 앞에서 모음이 탈락하거나(na : ena; ha : aha), 자음 뒤에서 모음이 탈락하여 폐음절이 되는 경우가 있었다(rangat :rangata; nawen : nawene; hok : hoki; or : oro; mot : motu). 이웃한 두 모음 중 하나가 탈락하고 다른 하나가 보상적 장음화되기도 했다.

## 참고 문헌
- Clark, R. (1994). "Moriori and Maori: The Linguistic Evidence". In Sutton, D. (ed) The origins of the First New Zealanders. Auckland: Auckland University Press. pp. 123–135.
- Galbraith, Sarah. A Grammar of the Moriori language.
- Greenhill, SJ; Clark, R (2011). “POLLEX-Online: The Polynesian Lexicon Project Online”. 《Oceanic Linguistics》 50 (2): 551–559. doi:10.1353/ol.2011.0014. 2019년 4월 30일에 원본 문서에서 보존된 문서. 2014년 4월 18일에 확인함.
- Richards, Rhys (2018), 《Moriori: Origins, Lifestyles and Language》 (영어), Paremata Press
- Taiuru, K.N. (2016). Word list and analysis of te reo Moriori.